# Пляшконіс високочолий

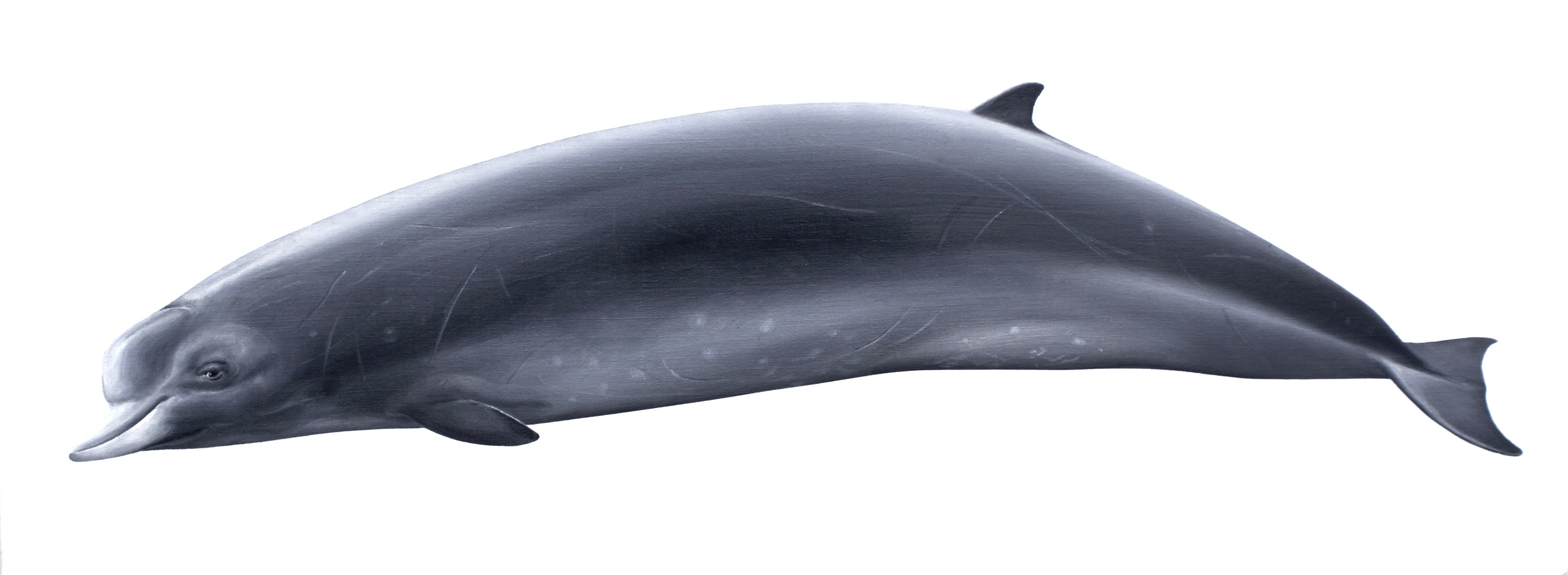
Зовнішній вигляд пляшконоса високочолого

Пляшконі́с високочо́лий, або півні́чний (Hyperoodon ampullatus) — морський ссавець, один з двох видів китоподібних роду пляшконіс (Hyperoodon).

## Поширення, промисел
Поширений в північній частині Атлантичного океану. На цього кита в 19-му та на початку 20-го століття велося активне полювання британськими і норвезькими рибаками. З 1973 року полювання припинилося, і вид перебуває під охороною.

## Опис
Величина самців до 9,4 м, самок — до 8,7 м. Забарвлення переважно однотонне, дещо світлішає з віком, особливо на голові. Біла пляма є в області пупка й між грудними плавцями. Рило поперед високого «чола» загострене і звужується. «Чоло» з віком збільшується, воно прямовисно, а іноді навіть нависаючи, опускається до основи дзьоба. Дихало слабкопівмісячної форми, ріжками звернено вперед. Грудні плавці закруглені, у дорослих самців досягають 1/7, а в самок 1/12 довжини тіла. Зуби розташовані так само, як й у плавунів (тобто нижні висунуті далеко вперед і стирчать з заткнутої пельки), але округлі або слабко сплощені в розтині, а не сильно сплощені як в плавунів. Зуби близько 2—3 сантиметрів діаметром (у самок помітно тонші). Друга (менша) пара прорізається лише зрідка.

## Ареал
Водиться в Північній Атлантиці від Девісової протоки, Гренландського та Баренцева морів до широти Північно-Західної Африки й середньої частини США. Зустрічається і в Середземному морі, зрідка у Балтійському та Білому морях. Певно, регулярно мігрує навесні й восени, але строки сильно розтягнуті. Зиму проводить у теплих частинах Атлантики.

## Екологія
Пляшконоси живуть табунами. Своїм харчуванням і поводженням нагадують північного плавуна, якого заміщають у Північній Атлантиці. Харчуються переважно кальмарами. Можуть перебувати під водою до години й більше. Дитинчата народжуються навесні чи влітку довжиною 3—3,5 м, до трьох років виростають до 6 м. Із цих китів можна одержати до 2 т жиру і 200 кг спермацету. Нині їх регулярно б'ють тільки норвежці.